# Филип Ариес
Филип Ариес (на френски: Philippe Ariès), роден на 21 юли 1914 г. в Блоа, Франция – починал на 8 февруари 1984 г. в Париж, Франция – френски историк, чиито изследвания са в областта на историята на всекидневието, семейството и детството. Член на Школата „Анали“.

## Идеи
Най-известната му книга „Човекът пред смъртта“ се занимава с отношението към смъртта в европейското общество. Втората му голяма тема е детството и отношението към него, главно през XVI–XVIII в.
Ариес смята себе си за „праволинеен анархист“. Близък е на ултрадясната организация Аксион франсез, но с времето се дистанцира от нея заради прекаления ѝ авторитаризъм. Сътрудничи на монархическото издание Ла насион франсез (на френски: La Nation française). При това поддържа близки отношения с мнозина леви историци и особено с Мишел Фуко.
Преди смъртта на Ариес трудовете му са по-популярни в англоезичния свят, отколкото във Франция.

### Монографии
- Les Traditions sociales dans les pays de France, Éditions de la Nouvelle France, 1943.
- Histoire des populations françaises et de leurs attitudes devant la vie depuis le XVIIIe, Self, 1948.
- Attitudes devant la vie et devant la mort du XVIIe au XIXe, quelques aspects de leurs variations, INED, 1949.
- Le Temps de l’histoire, Éditions du Rocher, 1954.
- L’Enfant et la vie familiale sous l’Ancien Régime, Plon, 1960.
- Essais sur l’histoire de la mort en Occident: du Moyen Âge à nos jours, Seuil, 1975.
- L’Homme devant la mort, Seuil, 1977.
- Un historien du dimanche (заедно с Мишел Винок), Seuil, 1980.
- Images de l’homme devant la mort, Seuil, 1983.
- Histoire de la vie privée, (съставител заедно с Жорж Дюби), 5 тома: I. De l’Empire romain à l’an mil; II. De l’Europe féodale à la Renaissance; III. De la Renaissance aux Lumières; IV. De la Révolution à la Grande guerre; V. De la Première Guerre mondiale à nos jours, Seuil, 1985-1986-1987.
- Essais de mémoire: 1943–1983, Seuil, 1993.
- Le présent quotidien, 1955–1966 (Сборник с текстове, публикувани преди това в La Nation française между 1955 и 1966), Seuil, 1997.
- Histoire de la vie privée, (съставител заедно с Жорж Дюби), le Grand livre du mois, 2001.

### На български език
- Филип Ариес. „Смъртта. Пет вариации върху четири теми“. – Списание „ΦΙΛΟΣΟΦΙΑ“, бр. 1(5), 1992, с. 28-37.
- Филип Ариес, „История на манталитета“ (превод Антоанета Колева). – В: сб. Духът на Анали. С., Критика и хуманизъм. 1997.
- Филип Ариес. Човекът пред смъртта. т.1: Времето на лежащите мъртъвци. Превод Георги Цанков. София: ЛИК, 2004, 378 с. (ISBN 954-607-627-9)
- Филип Ариес. Човекът пред смъртта. т.2: Подивялата смърт. Превод Георги Цанков. София: ЛИК, 2004, 428 с. (ISBN 954-607-628-7)

### За него
- Hutton, Patrick H., Philippe Ariès and the politics of French cultural history, Univ. of Massachusetts Press, 2004.
- Evans, Richard J., In Defence of History, Granta Books, 1997.